# جون ستيوارت ماكفرسن
السير جون ستيوارت ماكفرسن (25 آب 1898 - 5 تشرين الأول 1971 م)، كان مسؤولًا استعماريًّا بريطانيًّا شغل منصب الأمين العام لفلسطين الانتدابية في الفترة 1939 - 1943 م، وحاكم نيجيريا من عام 1948 إلى عام 1954، وحاكمًا عامًا في نيجيريا من عام 1954 إلى عام 1955 م.

## الحياة المُبكرة
وُلِد ماكفرسن في إدنبرة، عمل والده مديرًا لفندق، وتلقى جون تعليمه في كلية جورج واتسون وفي جامعة إدنبرة. في عام 1917، كُلف في قوات أرغيل وسوذرلاند هايلاندرز؛ وقد أُصيب أثناء العمل على الجبهة الغربية في الحرب العالمية الأولى، واضطر إلى ارتداء مشد فولاذي لبقية حياته.

## الحياة المهنية
بعد الحرب العالمية الأولى، التحق ماكفرسن بالخدمة المدنية الملايوية. وبين عامي 1933 و1935 م، أُعير إلى مكتب المستعمرات. ثم عُيّن مساعدًا أول للوزير في نيجيريا عام 1937 م، ثم سكرتيرًا أولًا لفلسطين عام 1939 م، واستمر في العمل هناك حتى عام 1943 م. وفي عام 1943 م، عُيّن في واشنطن رئيسًا لبعثة إمداد المستعمرات البريطانية، ورئيسًا بريطانيًا مشاركًا للجنة الكاريبي الأنجلو-أمريكية. وبين عامي 1945 و1948 م، كان مراقبًا للتنمية والرعاية في جزر الهند الغربية، ورئيسًا مشاركًا بريطانيًا للجنة الكاريبي.
في عام 1948 م، عُيّن ماكفرسن حاكمًا لنيجيريا (حاكمًا عامًا منذ عام 1954 م)، وظل في هذا المنصب حتى تقاعده عام 1955 م؛ وخلفه جيمس ويلسون روبرتسون. بصفته حاكمًا، كان ماكفرسن مسؤولًا عن وضع دستور عام 1951 م (المعروف بشكل غير رسمي بدستور ماكفيرسون)، الذي نصّ على "حكومة شبه مسؤولة". كما ساهم في تسريع عملية إضفاء الطابع الأفريقي على الخدمة العامة النيجيرية.
بعد توليه منصب الحاكم، شغل ماكفرسن منصب رئيس بعثة الأمم المتحدة الزائرة إلى أقاليم المحيط الهادئ المشمولة بالوصاية في عام 1956 م. وفي العام نفسه، عُين وكيلًا دائمًا لوزير الدولة لشؤون المستعمرات، واستمر في منصبه حتى عام 1959 م.

## الأوسمة
حصل ماكفرسن على وسام القديس ميخائيل والقديس جرجس في عام 1941 م، ورُقي إلى فارس الوسام في عام 1945 ثم إلى الصليب الأعظم في عام 1951 م. في 2 تموز 1947 عُين ضابطًا في وسام الأسد الأبيض التشيكوسلوفاكي.

## روابط خارجية
- صورة لجون ستيوارت ماكفرسن في معرض اللوحات القومي